# Artur Menzel
Artur Menzel, auch als Arthur Menzel geführt, (* 13. Januar 1881 im Deutschen Reich; † 24. März 1937 in Berlin) war ein deutscher Schauspieler bei Bühne und Film.

## Leben und Wirken
Artur Menzel hatte zur Jahrhundertwende als Kunstmaler zu arbeiten begonnen, ehe er sich im ersten Jahrzehnt des 20. Jahrhunderts dem Theater zuwandte. Seinen Einstand gab er in Freiberg in Sachsen. Über die Bühnenstationen Aschaffenburg, Bonn und Hannover kam Menzel schließlich an das Schillertheater nach Berlin, wo er zehn Jahre lang vor allem als Komiker reüssierte. Anschließend wechselte Arthur Menzel für nahezu 15 Jahre an die Preußischen Staatstheater, wo er bis zuletzt Erfolge mit Rollen wie dem Flachsmann als Erzieher, dem Seifert in Kater Lampe oder dem Zunder in Das Hofkonzert feierte.
Nebenbei trat Menzel, vor allem in den Jahren 1916 bis 1921, auch in Stummfilmen vor die Kamera. Seine bedeutendste Rolle hier war der Rittergutsbesitzer Hermann von Hermanntitz, den er 1918 an der Seite von Henny Porten (mit der er bereits zwar Jahre zuvor in Die Räuberbraut gespielt hatte) in dem Drama Agnes Arnau und ihre drei Freier darstellte. 1932 kehrte Menzel für eine kleine Rolle eines Beamten im Meldeamt in dem Tonfilmdrama Mensch ohne Namen letztmals vor die Kamera zurück. In späten Jahren mit gesundheitlichen Problemen kämpfend, hatte sich Arthur Menzel in Schauspielerkreisen auch einen Namen als Präsident der Vereinigung Künstlerheim gemacht. Menzel war kurzzeitig (von 1915 bis 1918) mit einer der beiden Töchter von Hedwig Courths-Mahler, Elfriede Stein (1891–1985), verheiratet.

## Filmografie
- 1916: Der falsche Robinson
- 1916: Die Räuberbraut
- 1918: Agnes Arnau und ihre drei Freier
- 1918: Verlorene Töchter
- 1919: Eine tolle Kiste
- 1919: Tod aus Osten
- 1919: Verlorene Töchter, 2. Teil
- 1919: Matrimonium Sacrum
- 1920: Tamburin und Castagnetten
- 1920: Brigantenliebe
- 1921: Die Geheimnisse von Berlin, 3. Teil
- 1932: Mensch ohne Namen